# Chikwawa
Chikwawa est une ville du Malawi, de 3 400 habitants en 2018, capitale du district du même nom. Elle est située sur la rive ouest de la rivière Shire, à 50 kilomètres de la ville de Blantyre.